# Kuppensteiner Wild
Das Kuppensteiner Wild ist eine Anhöhe bei Trier-Irsch mit einer Höhe bis zu 427 Meter über NHN. Es handelt sich dabei um den höchsten Punkt der Stadt Trier.
Dort befinden sich auf der angrenzenden Gemarkung Gusterath sechs Windenergieanlagen, die in den Jahren 1995, 1999, 2000 und 2012 errichtet wurden.

## Geschichte
Die Auswertung von Scherben im Rheinischen Landesmuseum Trier ergab, dass beim Kuppensteiner Wild von der zweiten Hälfte des 2. Jahrhunderts bis zur ersten Hälfte des 4. Jahrhunderts eine Besiedlung bestand.